# Guanti da boxe

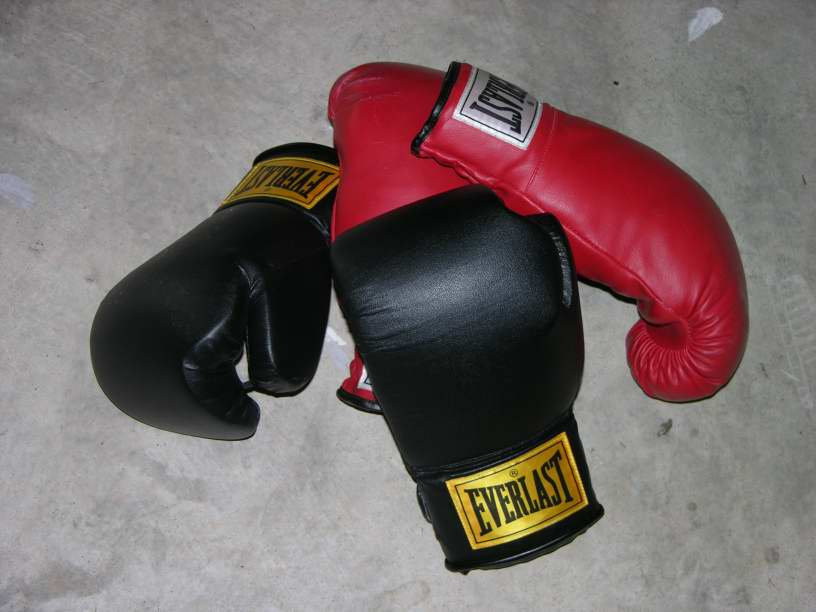
Guanti da boxe

Il guanto da boxe fu inizialmente concepito per proteggere le mani dei pugili dalle frequenti fratture a cui andavano incontro, in particolar modo colpendo la fronte dell'avversario a mano nuda o semplicemente fasciata e, allo stesso tempo, per evitare danni ingenti al volto e al corpo dell'altro contendente.
Dai primi modelli di guanto le dimensioni sono state gradualmente aumentate arrivando ad una misura standard da combattimento ovvero le 10 once (284 grammi) per gli uomini e 8 once (227 grammi) per le donne.
I guanti da boxe si dividono in tipologie a seconda del loro impiego e delle loro caratteristiche tecniche:

## Guantini da sacco
- peso variabile, disponibili in varie taglie

Guanti leggeri con poca imbottitura, proteggono la mano dal contatto diretto col sacco. Lo spazio per il pollice può essere bucato o chiuso, ma comunque non è imbottito. Hanno l'obiettivo di permettere al pugile di colpire in velocità, avendo massima sensibilità sull'impatto del pugno, ma aumentano il rischio di infortunio.

## Guanti da combattimento dilettantistico

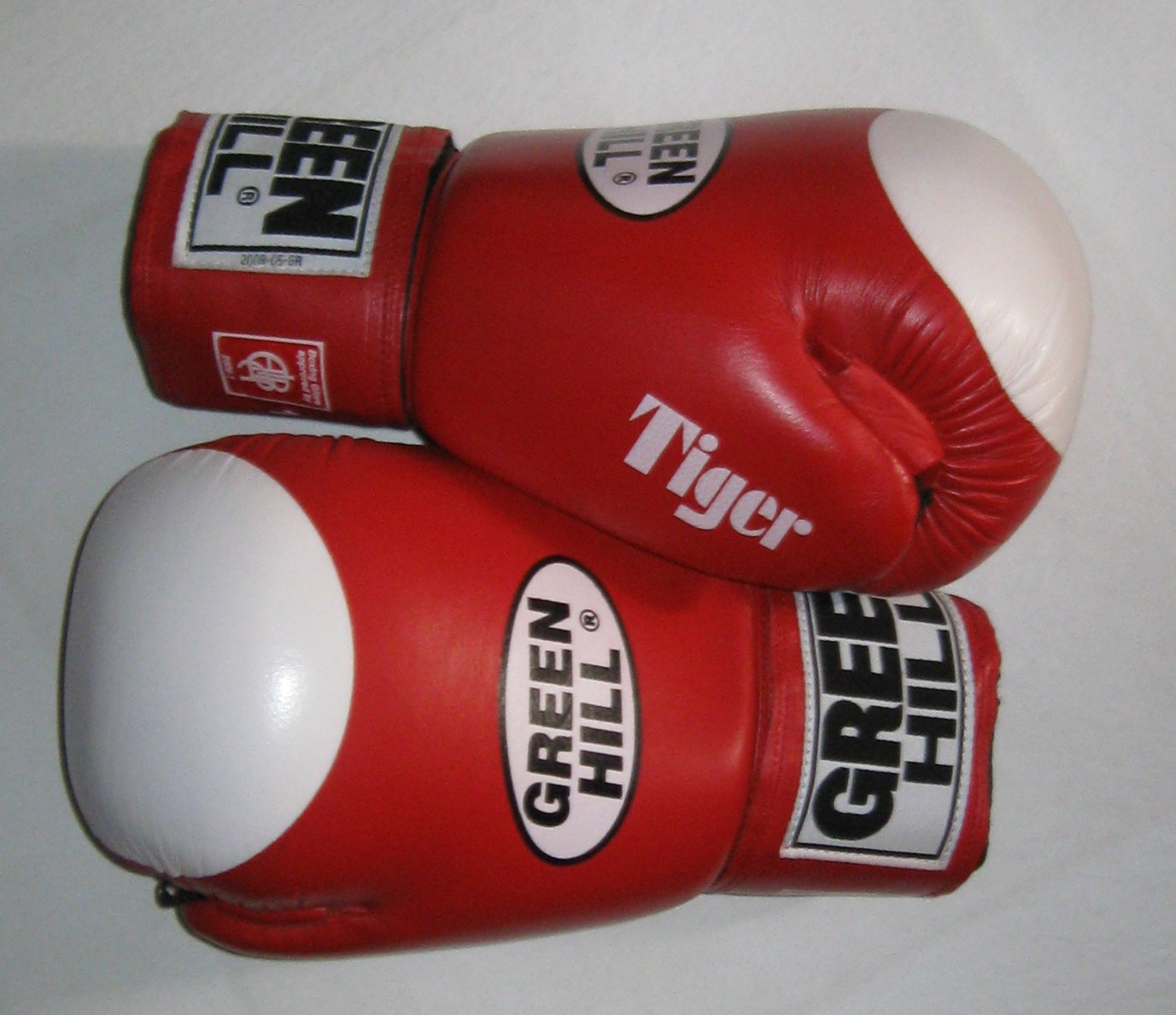
Guanti da boxe dilettantistica

- peso: 10 - 12 OZ, la taglia cambia a seconda della categoria

Caratterizzati dalla presenza di una parte in colore rosso o blu (a seconda dell'angolo assegnato) e della parte anteriore (detta target) bianca dotata di sistema antishock, ovvero una particolare imbottitura interna al guanto che consente di assorbire parte dell'urto del colpo. Il guanto quindi protegge non solo la mano di chi sferra il colpo ma anche il corpo di chi il colpo lo riceve (con l'adozione del guanto dotato di antishock la percentuale degli incontri dilettantistici conclusi con un ko è scesa intorno all'1-2%). Hanno obbligatoriamente la chiusura in velcro. 
Portano il bollino dell'AIBA (Amateur International Boxing Association) o della federazione nazionale.

## Guanti da combattimento professionale
- peso 8-10 OZ, taglia unica

Guanto caratterizzato dalla tipica allacciatura tradizionale con lacci regolabili, che vengono coperti poi con nastro adesivo. Questi guanti sono del peso di 10 once dalla categoria dei pesi massimi fino alla categoria welter esclusa, per le categorie dal welter al mini mosca i guanti sono da 8 once. Non hanno né antishock né target. Per i titoli i guanti debbono essere nuovi, in tutto 4 paia, due per il match e due paia di riserva. In base agli accordi tra le parti, i pugili possono essere costretti ad usare lo stesso modello di guantoni, o gli può essere impedito di utilizzarne di particolari. Questo poiché in base al tipo di imbottitura ce ne sono alcuni in grado di causare grossi danni all'avversario, al costo di una minor protezione della mano. 

## Guanti da sparring
- peso:14-16-18 OZ, taglia unica[1]

Concepiti per l'allenamento col compagno, hanno sia un peso maggiore a quelli da combattimento (allenano il pugile ad uno sforzo maggiore nel tirare i colpi) che un'imbottitura per proteggere l'atleta in allenamento. Hanno la chiusura in velcro, con lacci regolabili o entrambe.

## Guanti a mano aperta
I guanti a mano aperta vengono utilizzati nelle discipline a contatto leggero come il point fighting (o semicontact). Sono caratterizzati da peso e dimensioni ridotte per consentire all'atleta di portare le tecniche di braccia con il massimo della rapidità.